# Parco dei totem di Saxman
Il parco dei Totem di Saxman (Saxman Totem Park) è un parco pubblico nella città di Saxman, su Revillagigedo Island nell'Alaska sud-orientale (Stati Uniti d'America). Creato negli anni 1930 dal Civilian Conservation Corps, il parco ospita una collezione di pali totemici, molti dei quali provengono da villaggi tlingit abbandonati della regione. Il parco fu inserito come "distretto storico" nel National Register of Historic Places nel 1979.

## Parco
I pali totemici presenti nel parco furono ricollocati da alcuni insediamenti abbandonati dei Tlingit o ricostruiti da esperti scultori tlingit sotto gli auspici del Civilian Conservation Corps. I pali sono originari dalle comunità di Old Tongass, Cat Island, Village Island, Pennock Island e Fox Village. Due dei pali provenienti da Old Tongass raffigurano, oltre a esseri animali della mitologia tlingit, anche personaggi storici del passato come Abraham Lincoln e William H. Seward.  Uno degli elementi scolpiti recuperati dai villaggi abbandonati è una statua di marmo di un orso grizzly.

## Lista dei pali totemici, monumenti e pilastri di case
- Sole e Corvo
- Corvo e Rana
- Pilastri della Casa del Lupo Stanco
- Pilastri dello Scoiattolo
- Palo del Pesce Nero
- Pinna del Pesce Nero di Klawak
- Albero della Rana
- Monumento all'Orso Grizzly
- Kats e sua Moglie Orsa
- Totem di Lincoln
- Palo del Segretario di Stato
- Palo del Corvo
- Il Pilastro dell'Orso Grizzly
- Albero della Strolaga
- Memoriale della Civetta
- Figura che indica
- Palo dell'Ostrica di Roccia Gigante
- Memoriali della Casa della Coda di Aquila
- Totem del Pescecane